# Xana (Sängerin)
Xana, eigentlich Alexandra Margarida do Morreira Carmo (* 5. April 1965 in Lissabon, Portugal) ist eine portugiesische Rocksängerin.
Sie gab sich den Künstlernamen Xana und stieg in den 1980er Jahren zu ersten Rocksängerin Portugals auf, vor allem als Leadsängerin der Band „Rádio Macau“, mit denen sie insgesamt acht Alben herausbrachte.
Später studierte sie Philosophie, worin sie auch promovierte und brachte 1994 und 1998 je eine Single heraus und startete so ihre Solokarriere.